# نورالدين رستموف
أبو نور الدين رستموف أحد أبرز قادة تنظيم الدولة الإسلامية، وكان مطلوبًا من الحكومة التركية بتهم الإرهاب. كان جنديًا سابقًا في الجيش الجورجي.
في أبريل 2025، تمت إضافته إلى قائمة العشرة المطلوبين من قبل مكتب التحقيقات الفيدرالي.

## السيرة الذاتية
رستموف مواطن جورجي، وله علاقات وثيقة بالإرهابي أحمد تشاتاييف وزعيم داعش أبو بكر البغدادي. ويواصل رستموف تعاونه مع داعش في الداخل. في عام ٢٠١٦، غادر نور الدين رستموف جورجيا إلى أذربيجان، ثم توجه إلى العاصمة الإيرانية طهران وأقام في فندق هناك.
ثم دخل رستموف تركيا بشكل غير قانوني من إيران بجواز سفر مزور. وصل رستموف إلى مدينة فان في تركيا، ثم سافر إلى العاصمة التركية أنقرة. من أنقرة
ذهب إلى مدينة كوتاهيا وبدأ العمل في مصنع للبادون. هناك التقى برجل يُدعى ماجي، كان حارسًا شخصيًا للرئيس العراقي السابق صدام حسين. عمل ماجي ورستموف في مصنع أكين كيريست، الذي كان يُنتج البادون.
في نوفمبر/تشرين الثاني 2018، أدرجته الحكومة التركية على قائمة المطلوبين الدوليين بتهم الإرهاب. فرّ من تركيا إلى جورجيا، حيث انضم إلى الجيش الجورجي وخدم. بعد أربعة أشهر، احتُجز في غروزينسك. كان نور الدين رستموف تحت مراقبة جهاز أمن الدولة الجورجي (SSS)، ووكالة المخابرات المركزية الأمريكية (CIA).
الدرك الجورجي وجهاز المخابرات الوطني. احتُجز في جورجيا ثم أُطلق سراحه لاحقًا. بعد اعتقال رستموف، احتُجزت صديقته مادجي أيضًا في كوتاهيا، تركيا. كما احتُجزت فتاة تُدعى ميرفي دمير في كوتاهيا، ثم أُطلق سراحها، وكذلك صديقة مادجي..

## المحكمة
في 20 يوليو 2025، أدانت محكمة مدينة روستافي نور الدين رستموف بالسرقة وحكمت عليه بالسجن لمدة 3 سنوات مع وقف التنفيذ وغرامة قدرها 5000 لاري جورجي.

## محتجز في جورجيا
وفي نوفمبر/تشرين الثاني 2018، أدرجته الحكومة التركية على قائمة المطلوبين الدوليين بتهم الإرهاب.
اعتقله الجيش الجورجي. أُلقي القبض على نور الدين رستموف في عملية خاصة نفّذتها وكالة المخابرات المركزية الأمريكية (CIA) والشرطة العسكرية الجورجية وجهاز المخابرات الوطني (NIS). احتُجز في جورجيا، ثم أُطلق سراحه لاحقًا.